# Ruševac (żupania kopriwnicko-kriżewczyńska)
Ruševac – wieś w Chorwacji, w żupanii kopriwnicko-kriżewczyńskiej, w mieście Križevci. W 2011 roku liczyła 182 mieszkańców.